# Bob Stevens
Robert "Bob" Stevens (Mechelen, 6 juli 1950) is een Belgisch oud-voetballer. Hij speelde als aanvaller en maakte in de jaren 70 en 80 het mooie weer bij KSK Beveren.

## Carrière

### KSK Beveren
Bob speelde in een periode dat KSK Beveren de mooie prestaties opstapelde door in 1978 de Beker van België te winnen en het seizoen daarop de landstitel. Tevens bereikte Beveren dat seizoen de halve finale van de Europacup II. Daarin scoorde hij het meest historische doelpunt uit de Beverse clubgeschiedenis.
In de terugmatch van de kwartfinale werd Inter Milaan op de Freethiel uitgeteld door zijn doelpunt enkele minuten voor het einde (1-0), een intikker na een prima actie van Wim Hofkens.
Hij was een voetballer met een imposant figuur (89 kg voor 1m91) en bijzonder kopbalsterk. Bob vormde tijdens het seizoen 1978-'79 met   Erwin Albert een gevreesd aanvalsduo in de Belgische competitie, en werden "de torens van Beveren" genoemd.

## Erelijst

### KSK Beveren
Landskampioen
0winnaar 0(1): 01978–79
Beker van België
0winnaar 0(1): 01978
Belgische Supercup
0winnaar 0(1): 01979